# Dönberg
Dönberg ist ein Ortsteil und Wohnquartier im Osten des Wuppertaler Stadtbezirks Uellendahl-Katernberg und gehört zum Stadtteil Elberfeld. Den höchsten Punkt bildet die evangelische Kirche Dönberg auf einer Höhe von etwa 300 Metern ü. NHN.

## Geographie

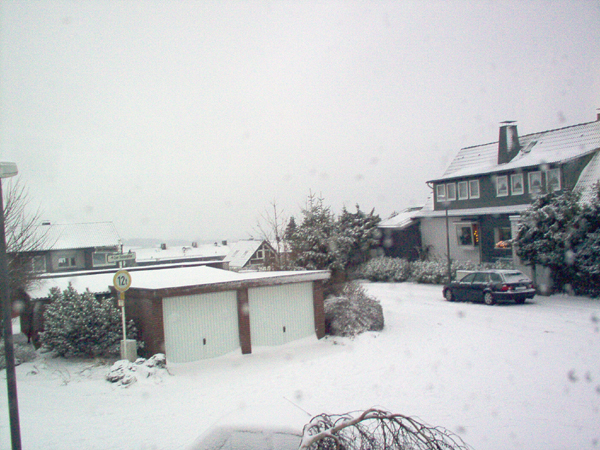
Dönberg zur Winterzeit

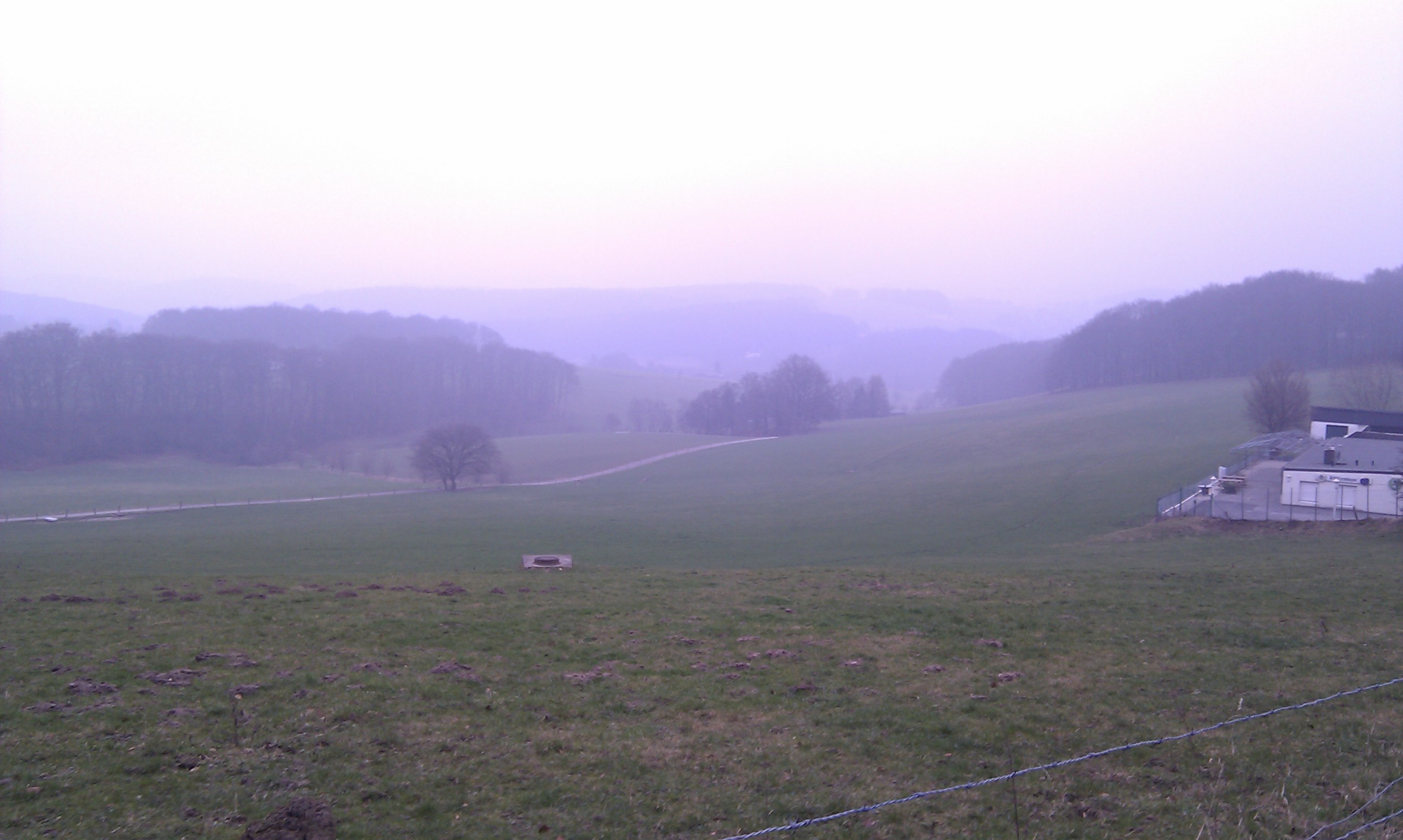
Blick von Dönberg auf den Winterberger Weg und die Wollbruchsmühle

In Dönberg (in der örtlichen Umgangssprache geläufiger: „auf dem Dönberg“) leben auf 6,4 km² rund 5000 Menschen. Dönberg liegt auf einer knapp über 300 Meter hohen Kuppe der nördlichen Höhen über dem Wuppertal; die Horather Straße bildet hier etwa die Wasserscheide zwischen Wupper und Ruhr. Der östlich des Quartiers nach Norden fließende Deilbach, ein Zufluss der Ruhr, bildet die Grenze zum Gemeindegebiet Sprockhövels und Hattingens, westlich grenzt die Stadt Velbert an das Quartier. Mit dem Hardenberger Bach entspringt ein weiterer Nebenfluss der Ruhr am nordwestlichen Rand der Siedlung, die Quellbäche des Mirker Baches entspringen im Südosten des Quartiers.
Zu den Außenortschaften, Ortslagen und Höfen im Wohnquartier zählen Adamshäuschen, Am Brass, Am neuen Krusen, Am Strauch, Auf’m Hagen, Bruch, Brüggen, Busch, Danz, Danzberg, Dümpel, Engelshaus, Fettenberg, Franzdelle, Grades, Grüntal, Hohenhagen, Ibach, Im Siepen, In der Sonne, Jommerhönschen, Jungenholz, Junkernbruch, Kloppwamms, Kobeshäuschen, Knorrsiepen, Langenbruch, Langenkamp, Lohbusch, Markeick, Mutzberg, Neue Wiese, Öters, Pastorat, Peckeshütt, Pottstemmer, Prinzberg, Saurenhaus, Schell, Schimmelshaus, Schmiede, Schmürsches, Schnappbrücke, Siebeneick, Stopses, Krusen, Stürmann, Vorm Dönberg, Weißenhaus, Weißenibach, Winterberg, Wolbeck und die Wollbruchsmühle.

## Geschichte
Dönberg war ursprünglich die Bezeichnung für ein bis ins Hochmittelalter unbesiedeltes Waldgebiet. Die Identifikation mit einem 1355 erwähnten Hofgut Donenberghe hat sich als falsch erwiesen, dieses lag nördlich des heutigen Neviges. Eine Lehens-Urkunde von 1517 erwähnt erstmals ein Waldstück „in dem Doenberg gelegen“. Weitere Erwähnungen erfolgten 1528 als Donberg, 1606 als Dumberg und 1613 als Deumbergh. Verschiedene Urkunden des 17. und 18. Jahrhunderts erwähnen verschiedene Parzellen unterschiedlicher Besitzer im Dönberg, der Name selbst jedoch scheint wesentlich älter zu sein als diese Teilungen. Er ist wahrscheinlich aus der mittelhochdeutschen Wurzel tuom (‚Dom‘ oder ‚Stiftskirche‘) gebildet, was auf kirchlichen Besitz des Waldes hinweist, wahrscheinlich durch das Stift Rellinghausen, möglicherweise aber auch durch das Reichsstift Werden oder das Stift Essen. Im Gebiet des Quartiers liegen einige ältere Einzelhöfe, nordöstlich der Siedlung befanden sich die jüngeren Höfe in der Dunk und furm Doenberg, die in einer Liste von 1602 erwähnt sind.
Bis in die Neuzeit zählte das Gebiet des heutigen Quartiers zur Bauerschaft Dönberg und war locker mit zahlreichen Einzelhöfen und -häusern bestanden. Die meisten gehörten erst zur Herrschaft der Grafen von Hardenberg, 1354 wurde das Gebiet mit der Herrschaft Hardenberg an das Herzogtum Berg verkauft und lag an dessen Grenze zur Grafschaft Mark (noch heute bildet der Deilbach die Grenze zwischen dem Rheinland und Westfalen). Zur Landwirtschaft kam in der Neuzeit das Handwerk der Weber und Bandwirker; Kohlentreiber vom Dönberg mit Pferd und Wagen lieferten später von den Zechen aus dem nahen Revier die Kohlen in die benachbarten Städte, bis Eisenbahn und Automobil diesen Beruf verdrängten. Die Bevölkerung am Dönberg war damals als räuberisch und verschroben beschrieben. Nicht bewiesen allerdings ist die Legende, dass die Wälder in und um Dönberg im späten Mittelalter Versteck einer gefürchteten Räuberbande waren, die sich mit Brandschatzung und Entführungen einen berüchtigten Namen machte. Erst durch Napoleon soll dem Treiben endgültig ein Ende gesetzt worden sein.
Die eigentliche Siedlung auf dem Dönberg bildete sich allmählich ab dem 18. Jahrhundert um eine Schule. Erst zur Zeit der Kirchenbauten von 1845 bis 1846 (evangelische Kirche) und 1865 (Sankt Maria Hilf) kann man von einem Siedlungszentrum an der heutigen Höhenstraße sprechen. Dönberg gehörte damals zur Bürgermeisterei Hardenberg, die 1935 in Neviges umbenannt wurde. Nach dem Zweiten Weltkrieg wurde der Dönberg zu einem begehrten Wohngebiet, was die Mitgliedszahlen der beiden Gemeinden belegen. So wuchs die evangelische Gemeinde in den Jahren 1940–1976 von 1600 auf 3154 Mitglieder, die katholische vergrößerte sich zwischen 1880 und 1976 von 120 auf 1131 Mitglieder. Durch die nordrhein-westfälische Gebietsreform kam Neviges am 1. Januar 1975 zur Stadt Velbert, während Dönberg gegen den Willen vieler Bewohner nach Wuppertal umgegliedert wurde.

## Kirchen
1831 fand die erste Bibelstunde auf dem Dönberg statt. Die Evangelische Kirche an der Höhenstraße (heute An der Kirche) wurde 1846 eingeweiht.
Der Grundstein für die katholische Kirche St. Maria Hilf wurde 1865 gelegt. 1985 wurde der für die Gemeinde zu klein gewordene Bau aufgrund eines Pilzbefalls bis auf das alte Portal abgerissen und durch einen größeren Neubau ersetzt. Zu der Kirche gehört die private Tagesschule Dönberg, eine Grund-, Haupt- und Realschule des Erzbistums Köln. Im April 2007 wurde neben der katholischen Kirche in ökumenischer Trägerschaft das Dr.-Werner-Jackstädt-Haus, das erste stationäre Hospiz in Wuppertal eröffnet.

## Dönberger Wappen

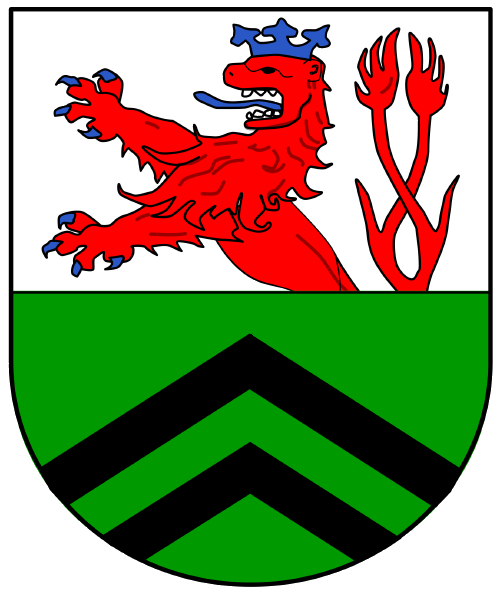
Das Dönberger Wappen

Der Bürgerverein Dönberg hat ein Wappen für den Stadtteil entwickelt, das in der oberen Hälfte den Bergischen Löwen darstellt und in der unteren Hälfte die Doppelsparren der Herrschaft Hardenberg, einer bis 1808 existierenden Unterherrschaft des Herzogtums Berg, welches wiederum noch bis 1813 existierte. Anfang Mai 2008 wurde auch ein Wappen auf der Grundlage dieses Entwurfs im Ratssaal der Stadt Wuppertal neben den Wappen der übrigen Stadtteile angebracht. Die Bezirksvertretung Uellendahl-Katernberg unterstützte diese Ausführung finanziell.

## Feste
Das Stadtteilleben in Dönberg manifestiert sich in zahlreichen Festen. Zu ihnen zählt das im Mai jeden Jahres stattfindende dreitägige Feuerwehrfest auf dem Vorplatz der Freiwilligen Feuerwehr Dönberg, an der Horather Straße 186–188, zu dem mehrere tausend Besucher kommen. Das Schützenfest des Dönberger Schützenverein e. V. 1929 Anfang Juli lockt zahlreiche Besucher und Schaulustige aus der ganzen Umgebung nach Dönberg, wenn die große „Mannschaft“ des Schützenvereins mit den Trommlern und Bläsern in dem Umzug die Straßen erobert. Zu nennen ist schließlich der Sankt-Martins-Zug der Gemeinschaftsgrundschule Am Dönberg, bei dem jährlich die Familien der Schulkinder mitgehen und die Kinder Lieder singen und nachher auf dem Schulhof der Schule einen frischen Weckmann essen und beim großen St.-Martins-Feuer zugucken.

## Vereine
- Haus Michael e. V., heilpädagogische Lebensgemeinschaft für Kinder und Jugendliche
- Bürgerverein Dönberg e. V., der zur Verschönerung des Ortes beiträgt.
- Bürgerverein NaturLandschaftSchutz Deilbachtal e. V.
- Deutscher Pfadfinderbund Mosaik: Am Dönberg wird dieser Bund durch den Stamm Graf Luckner vertreten
- Dönberger Schützenverein e. V. 1929.
- Förderverein Freiwillige Feuerwehr Dönberg e. V.
- Sportfreunde Dönberg 1927 e. V., der Fußball- und Tischtennis-Kreisligist der Dönberger
- Tennisverein TC Dönberg
- Kids am Dönberg e. V.